# Kratzeburg
Kratzeburg é um município da Alemanha, situado no distrito de Mecklenburgische Seenplatte, no estado de Mecklemburgo-Pomerânia Ocidental. Tem 54,66 km² de área, e sua população em 2019 foi estimada em 526 habitantes.